# Frammenti (serie televisiva)
Frammenti è una serie televisiva italiana e un alternate reality game prodotto nel 2009.
A metà tra prodotto multimediale e fiction interattiva, Frammenti è stato il primo esperimento di Alternate reality game realizzato e trasmesso in Italia. Il progetto, costituito da 12 puntate in onda ogni giovedì alle 22.30 su Current TV, si articola nella puntata televisiva settimanale, e in una vera e propria indagine portata avanti durante la settimana successiva dai giocatori (detti "attivisti") attraverso un sito web e l'uso di diversi social network.
Ogni puntata si chiude con un enigma, la cui risoluzione è affidata alla comunità di attivisti, i quali, interagendo con i personaggi del gioco attraverso il web, effettuano indagini e sopralluoghi nel mondo reale, con veri e propri incontri con "spie" incaricate dalla produzione di consegnare indizi e informazioni in diverse città italiane. Nella puntata della settimana successiva, vengono raccontati i passi seguiti dalla community durante la risoluzione dell'enigma, e la trama avanza facendo utilizzare ai personaggi le informazioni ricavate dalla community.

## Produzione
La prima puntata della fiction viene trasmessa il 22 ottobre 2009. 
Durante i mesi precedenti, tramite un'abile campagna di viral marketing e un ampio utilizzo dei social network, si era già fondata una cerchia di "attivisti", i futuri spettatori interessati a risolvere gli enigmi proposti.
Questa preparazione è servita per consolidare le fondamenta della storia e cominciare la costruzione di una piccola comunità di affezionati.

## Curiosità
L'esperimento, inizialmente etichettato come iniziativa di marketing virale, è balzato sotto i riflettori della blogosfera quando alcuni tra i principali blogger italiani hanno ricevuto un pacco contenente un cellulare e una lettera misteriosa, in cui si faceva menzione del Letenox e della necessità di unire le forze per combatterlo, e si invitava a tenere il telefono acceso per diffondere tra gli attivisti i messaggi che ivi sarebbero stati recapitati. Oltre a ciò, un articolo de Il Fatto Quotidiano ha erroneamente parlato del Letenox come un farmaco realmente esistente , contribuendo involontariamente alla promozione del gioco.